# Terry Clarke

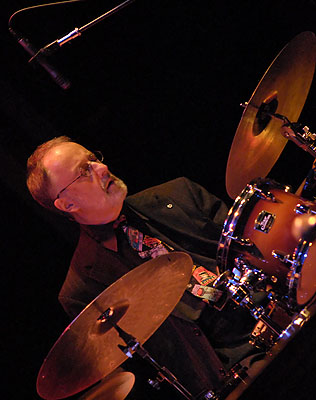
Terry Clarke (2008)

Terence Michael „Terry“ Clarke (* 20. August 1944 in Vancouver) ist ein kanadischer Jazzschlagzeuger.
Clarke spielte seit seinem zwölften Lebensjahr Schlagzeug; in seiner Geburtsstadt trat er mit Chris Gage, David Robbins und Barney Kessel auf, häufig mit dem Bassisten Don Thompson. 1965 zog er mit diesem nach San Francisco, nachdem beide eingeladen wurden, Mitglied des Quintetts von John Handy zu werden; sie nahmen an dem vielbeachteten Auftritt der Band auf dem Monterey Jazz Festival teil (Live-Album). 1967 wurde Clarke Mitglied von The Fifth Dimension. 1970 kehrte er nach Kanada zurück, um als Studiomusiker zu arbeiten, tourte aber auch mit Jim Hall (seit 1976) und mit Oscar Peterson (seit 1981). Weiterhin spielte er mit Emily Remler und war Mitglied von Rob McConnells Brass Big Band. 1985 zog er nach New York City, wo er mit Jim Hall, Ed Bickert, Doc Cheatham, Buddy Tate, Helen Merrill, Toots Thielemans und Mark Murphy arbeitete. Er war weiterhin Mitglied des Jazz Orchestra von Toshiko Akiyoshi. Mit Jay Leonhart, Gary Burton und Joe Beck spielte er das Album Four Duke (1995) ein. Im Jahr 2000 kehrte er nach Toronto zurück, wo er Rob McConnell bei der Formierung seines Tentetts unterstützte und mit der Gruppe ein mit dem Juno Award ausgezeichnetes Album einspielte. Weiterhin arbeitete er mit Steve Holt.
Clarke ist außerordentlicher Professor an der University of Toronto. 2002 wurde er bei den Canadian National Jazz Awards als Schlagzeuger des Jahres ausgezeichnet.

## Lexigraphische Einträge
- Leonard Feather, Ira Gitler: The Biographical Encyclopedia of Jazz. Oxford University Press, New York 1999, ISBN 0-19-532000-X.
- Wolf Kampmann (Hrsg.), unter Mitarbeit von Ekkehard Jost: Reclams Jazzlexikon. Reclam, Stuttgart 2003, ISBN 3-15-010528-5.
- Martin Kunzler: Jazz-Lexikon. Band 1: A–L (= rororo-Sachbuch. Bd. 16512). 2. Auflage. Rowohlt, Reinbek bei Hamburg 2004, ISBN 3-499-16512-0.